# Paromarteon
Paromarteon es un género de escarabajos de la pequeña familia Pyrochroidae. Son endémicas de Queensland y Victoria (Australia). En apariencia general, la especie típica de este género es estructuralmente cercana a la de Temnopalpus bicolor y, al igual que esa especie, tiene un gran parecido general con muchos de los pequeños Telephorides. La única diferencia genérica en la superficie superior está en los ojos, siendo los de Paromarteon de mayor tamaño, menos prominentes y con facetas más pequeñas que los de Temnopalpus.

## Especies
- Paromarteon mutabile Blackb, 1897
- Paromarteon constans Pic, 1953
- Paromarteon apicale Lea, 1921
- Paromarteon fasciatum Lea, 1921
- Paromarteon parvum Lea, 1921